# Vattenmellumtjärnet
Vattenmellumtjärnet är en sjö i Tanums kommun i Bohuslän och ingår i Strömsåns huvudavrinningsområde. Sjön är 4,5 meter djup, har en yta på 0,013 kvadratkilometer och befinner sig 154 meter över havet.